# Roger Penske
Roger Searle Penske, född 20 februari 1937 i Shaker Heights i Ohio, är en amerikansk racerförare, teamägare för Penske Racing samt affärsman och ägare till Penske Corporation, ett amerikanskt företag med tillverkning av delar till bilar samt uthyrning av bland annat lastbilar. Han är gift och har fem söner.
Han satt i styrelsen för General Electric Company mellan 1994 och 2013.
Penske har varit med och medgrundat två andra företag, ena grundades 1983 och var känt som Ilmor Engineering (idag Mercedes AMG High Performance Powertrains) och det andra grundades 2005 och använder samma namn som det första.

## Racingkarriär
Penske inledde sin karriär inom motorsporten i slutet av 1950-talet och tävlade i två amerikanska Grand Prix under sin karriär. Penske var inte alltför talangfull som förare och nådde aldrig USAC National Championship under sin aktiva karriär. Han var mer framgångsrik när det gällde att köpa och sälja tävlingsbilar, så därför lade han ned sin förarkarriär tidigt och startade Penske Racing 1965. Fyra år senare deltog Penske i Indianapolis 500 för första gången. Mark Donohue blev förste förare att vinna Indy 500 för Penske, och de kommande 37 åren tog teamet femton segrar i racet. 
Efterhand utvidgade Penske verksamheten till formel 1, där han också vann ett race med John Watson som förare. Senare blev dock Champ Car-serien stallets huvudfokus, innan man dessutom startade verksamhet i NASCAR Winston Cup. Stallet associerades länge med Pennzoil som huvudsponsor för deras mest kände förare Rick Mears, men tack vare Emerson Fittipaldi kom Marlboro in som sponsor, vilket de var i minst två decennier för stallets Indyverksamhet. Penske har ofta varit strateg bakom många av framgångarna, och ansvarat för en av bilarnas strategier.
Penske har även ägt banor, bland annat Michigan International Speedway. Han är även invald i International Motorsports Hall of Fame.  